# Рорбек, Трофим Людвигович
Трофим Людвигович Рорбек (1823—1885) — русский военачальник, генерал-лейтенант Русской императорской армии, начальник 4-й бригады кавалерийского запаса.

## Биография
Трофим Рорбек родился 10 октября 1823 года; происходил из дворян Эстляндской губернии. По окончании обучения в Павловском кадетском корпусе, 8 августа 1842 года выпущен корнетом во Владимирский уланский полк. 
19 марта 1845 года произведён в поручики, 26 февраля 1849 года — в штабс-ротмистры.
3 апреля 1851 года Трофим Людвигович Рорбек переведён поручиком в лейб-гвардии Уланский полк, в котором 15 апреля 1856 года произведён в штабс-ротмистры, 23 марта 1858 года — в ротмистры, а 17 апреля 1862 года — в полковники.
27 марта 1866 года Рорбек назначен командиром 8-го уланского Вознесенского Принца Александра Гессенского полка и в 1870 году пожалован командорским крестом 2-го класса гессенского ордена Филиппа Великодушного. 
30 августа 1874 года «за отличие по службе» произведён в генерал-майоры, а в следующем, 1875 году (27 июля) назначен командиром 2-й бригады 8-й кавалерийской дивизии. 
Во время Русско-турецкой войны 1877—1878 гг. генерал Рорбек состоял в отряде генерала В. Н. Верёвкина, участвовал 4 сентября 1877 года в отражении атаки на российский пост близ Тульджи, совершённой турецким пароходом, а в начале 1878 года командирован в Добруджу начальником сводной бригады 7-й кавалерийской дивизии. 
В 1879 году генерал Рорбек назначен командиром 2-й бригады 6-й кавалерийской дивизии.
26 марта 1881 года Трофим Людвигович Рорбек стал командиром 4-й запасной кавалерийской бригады, которой командовал до своей смерти. 15 мая 1882 года произведён в генерал-лейтенанты РИА.
Генерал-лейтенант Трофим Людвигович Рорбек скончался 6 мая 1885 года в городе Боброве.

## Награды
За время службы генерал Рорбек пожалован российским орденами: Святой Анны 3-й степени (1859), Святого Станислава 2-й степени (1861) и императорской короной к этому ордену (1863), Святой Анны 2-й степени (1865) и императорской короной к этому ордену (1868), Святого Владимира 4-й степени, Святого Владимира 3-й степени (1873), Святого Станислава 1-й степени (1878) и Святой Анны 1-й степени (1882), а также орденом Филиппа Великодушного от Великого герцогства Гессен.